# Педро Хуан Кабалеро
Педро Хуан Кабалеро (на испански: Pedro Juan Caballero, на испански третата дума се произнася по-близко до Кабайеро) е град в Парагвай, столица на департамент Амамбай. Към 2008 г. има 75 109 жители.
Градът се намира на границата между Парагвай и Бразилия и е известен като търговски и пазарен център, най-вече на евтини алкохол, електроуреди и битови уреди, както и като център на контрабанда на наркотици.
Кръстен е на парагвайския политик Педро Хуан Кабалеро (1786 – 1821), един от водачите на движението за независимост на Парагвай.
1. ↑  www.ine.gov.py